# Kimberley Tell
Kimberley Tell   (Las Palmas de Gran Canaria, 10 de març de 1989) és una actriu i cantant canària. És coneguda a Espanya per les seves actuacions en sèries de televisió com Hierro, Algo que celebrar i Buscando el norte.

## Biografia
Nascuda a Lanzarote, Illes Canàries, l'any 1989, filla de pare danès i mare anglesa, es va llicenciar en Belles Arts per la Universitat de Barcelona, després de la qual va fer cursos d'interpretació.
Un cop va acabar els seus estudis, va aconseguir un paper de convidada com a Gràcia de Mónaco (Grace Kelly) en un episodi de Velvet del 2014, després del qual es va traslladar a Madrid. Més tard va rebre un paper secundari el 2015 a la sèrie de comèdia de procediment policial Olmos y Robles, emesa a La 1, i va protagonitzar l'adaptació de la sèrie de televisió de la pel·lícula Perdiendo el norte (2015), Buscando el norte, en la qual va interpretar a Ulrike, una jove alemanya criada sense sentit de l'humor, amb ganes de presumir del suposat nivell moral dels alemanys. Va interpretar el personatge Rose a la sèrie d'humor Algo que celebrar, emesa a Antena 3.
Va actuar en un paper principal al llargmetratge de 2016 La Mina, un thriller psicològic. Va protagonitzar l'obra musical Drac Pack de Fernando Soto, juntament amb Najwa Nimri, Alba Flores i Anna Castillo, al Teatre de la Luz Philips de la Gran Via de Madrid.
Tell es va incorporar al repartiment de la primera temporada de Hierro, emesa a Movistar+ el 2019; va interpretar a Pilar, la filla de l'empresari bananer sospitós de l'assassinat central de la trama de la sèrie de misteri. Tell també va aparèixer en el paper de Fanny (una actriu) a la sèrie del 2019 45 revoluciones (45 rpm), un drama al voltant del naixement d'una discogràfica ambientada al Madrid de la dècada del 1960.
Juntament amb Itzan Escamilla, Tell va protagonitzar Planeta 5000, una pel·lícula del 2020 inspirada en la secta religiosa dels Nens de Déu, on interpretava Iris, «una prostituta de Jesús». Va interpretar el paper d'Olivia (una jove deprimida) a Campamento Albanta, una sèrie dramàtica de misteri del 2020 rodada a Peguerinos sobre un camp de rehabilitació per a persones que pateixen problemes d'addicció a les drogues, baixa autoestima i assetjament. Tell va participar en el rodatge de la segona temporada de Hierro el 2020, que es va veure obstaculitzada pel confinament de la COVID-19.
També el 2020, va llançar el seu primer EP, titulat 135, un treball indie pop amb 6 cançons. Abans, algunes de les cançons de Kimberley Tell ja s'havien sonat a The Night Watchman i a la sèrie de televisió Elite (en aquest últim cas, Lo que no me dices). També ha col·laborat amb David Bisbal en el videoclip Culpable i en el vídeo Me llamo Abba.

## Filmografia

### Televisió
| Any       | Títol              | Personatge                        | Cadena   | Notes       |
| --------- | ------------------ | --------------------------------- | -------- | ----------- |
| 2014      | Velvet             | Gràcia de Mónaco                  | Antena 3 | 1 episodi   |
| 2015      | Algo que celebrar  | Rose McGregor                     | Antena 3 | 8 episodis  |
| 2015      | Olmos y Robles     | Preston                           | TVE      | 2 episodis  |
| 2016      | Buscando el norte  | Ulrike Ruiz Köhler                | Antena 3 | 8 episodis  |
| 2019      | 45 revoluciones    | Estefanía «Fanny» Rodríguez López | Antena 3 | 7 episodis  |
| 2019-2021 | Hierro             | Pilar Díaz                        | #0       | 14 episodis |
| 2020      | Campamento Albanta |                                   | Antena 3 | 6 episodis  |

### Llargmetratges
| Pel·lícules | Pel·lícules                                  | Pel·lícules    | Pel·lícules     | Pel·lícules |
| Any         | Títol                                        | Paper          | Notes           |             |
| ----------- | -------------------------------------------- | -------------- | --------------- | ----------- |
| 2011        | El callejón                                  | Noia moribunda | Paper secundari |             |
| 2013        | Leaving Hotel Romantic                       | Laura          | Paper secundari |             |
| 2015        | Ebre, del bressol a la batalla (sèrie de TV) | Nan Green      | Paper secundari |             |
| 2016        | La mina                                      | Alma           |                 |             |
| 2020        | Planeta 5000                                 | Planeta        | Protagonista    |             |

### Curtmetratges
| Pel·lícules | Pel·lícules                        | Pel·lícules | Pel·lícules     | Pel·lícules |
| Any         | Títol                              | Paper       | Notes           |             |
| ----------- | ---------------------------------- | ----------- | --------------- | ----------- |
| 2014        | People Like Us: The Future Is Near | Kim         | Paper principal |             |

### Teatre
| Any  | Títol     | Notes   |
| ---- | --------- | ------- |
| 2016 | Drac Pack | Musical |

### Videoclips
| Artista        | Any  | Títol                | Paper                   | Àlbum               |
| -------------- | ---- | -------------------- | ----------------------- | ------------------- |
| Verkeren       | 2014 | Laberinto            | Parella protagonista    | Pudo ser miss Mundo |
| David Bisbal   | 2014 | Culpable             | Parella de David Bisbal | Tú y yo             |
| John Grvy      | 2017 | Underneath Your Skin | Ballarina               | City Lights         |
| Kimberley Tell | 2020 | Gastando horas       | Kimberley Tell          | 135                 |
| Kimberley Tell | 2020 | Trihte               | Kimberley Tell          | 135                 |